# 日比孝之
日比孝之（ひび たかゆき、1956年12月15日- ）は、日本の数学者。専門は計算可換代数と組合せ数学。学位は、理学博士（名古屋大学・1987年）。大阪大学名誉教授。代数学賞受賞。

## 略歴
愛知県名古屋市生まれ。1975年名古屋市立向陽高等学校卒業。1981年名古屋大学理学部数学科卒業、1983年広島大学大学院修士課程修了、1985年広島大学大学院博士課程退学。理学博士（名古屋大学・1987年）。
1985年名古屋大学理学部助手、1990年北海道大学理学部講師、1991年同助教授、1995年大阪大学理学部教授、1996年同大学院理学研究科教授、2002年同大学院情報科学研究所教授。専門は計算可換代数と組合せ数学。 2018年度日本数学会代数学賞受賞。国際雑誌 Journal of Pure and Applied Algebra 編集委員。2022年大阪大学名誉教授。

## 著書
- 『可換代数と組合せ論』シュプリンガー・フェアラーク東京 1995
- 『数え上げ数学』朝倉書店 1997
- 『グレブナー基底』朝倉書店 2003
- 『証明の探究』大阪大学出版会 2011
- Algebraic Combinatorics on Convex Polytopes, Carslaw, 1992
- Monomial Ideals (with J. Herzog) GTM 260, Springer 2011
- Binomial Ideals (with J. Herzog and H. Ohsugi) GTM 279, Springer 2018

### 編共著
- 『グレブナー基底の現在』（編）数学書房 2006
- 『グレブナー道場』（JST CREST 日比チーム（編））共立出版

### 翻訳
- D.コックス, J.リトル, D.オシー『グレブナー基底 代数幾何と可換代数におけるグレブナー基底の有効性1, 2』大杉英史、北村知徳（共訳）シュプリンガー・フェアラーク東京 2000

### 漫画化
- 『証明の探究 高校編! コミック』原作、門田英子漫画 大阪大学出版会 2014

## 論文
https://researchmap.jp/read0167058/